# Good Night
A Good Night az angol rockegyüttes, a The Beatles dala az 1968-as azonos címet viselő dupla albumukról. Habár John Lennon írta, mégis Lennon–McCartney szerzeményként van megjelölve. A felvételen Ringo Starr az egyetlen személy az együttesből, aki közreműködött. A háttérzenét egy George Martin vezényelte zenekar szolgáltatta. Lennon ötéves fia, Julian számára írt a dalt, amely az album záródala.

## A dal szerkezete és rögzítése
John Lennon altatódalként írta ötéves fia, Julian számára.
Az eredeti változatban Starr énekelt, George Harrison és John Lennon gitáron játszotta a dallamot, Paul McCartney pedig a háttérben vokálozott. A 10. felvétel, az 5. felvételből való gitárrészlettel együtt szerepel az album 50. évfordulós dobozában jelent meg.
A dal június 28-i próbái során Lennon zongorán, Harrison ütőhangszereken játszott. Egy töredék ebből a próbából, és a 22. felvétel, valamint a zenekar hangeffektusai, amelyek a dal végső változat végén hallható, megtalálható az 1996-os Anthology 3 című válogatásalbumon.
Lennon felidézte, hogy megkérte George Martint adjon egy buja zenekari feldolgozást a dalnak, amely a régi hollywoodi filmek stílusában íródott, és később bevallotta: "talán egy kicsit túl van dúsítva". A zenekar 26 zenészből állt: 12 hegedű, három brácsa, három cselló, egy hárfa, három fuvola, egy klarinét, egy kürt, egy vibrafon és egy nagybőgő. A felvételen a Mike Sammes Singers együttes nyolc tagja is közreműködött, akik a háttérben énekelnek.
Ezzel a dallal Starr lett a harmadik az együttesből (McCartney és Harrison után), aki egy közös dal rögzítése során a többiek nem szerepelnek (Lennon a negyedik lett a Julia dallal). A dal Starr suttogásával zárul: "Good night ... Good night, everybody ... Everybody, everywhere ... Good night".

## Feldolgozások
A számot sok együttes és zenész feldolgozta. Többek között:
- The Carpenters
- Kenny Loggins
- Linda Ronstadt
- The Manhattan Transfer
- Barbra Streisand (az 1969-es What About Today? albumán) stb.

## Közreműködött
- Ringo Starr – ének
- George Martin – cseleszta, zenekari hangszerelés
- The Mike Sammes Singers – vokál
- Ismeretlenek – 12 hegedű, 3 brácsa, három cselló, három fuvola, klarinét, kürt, vibrafon, nagybőgő, hárfa[4]

## Fordítás
Ez a szócikk részben vagy egészben  a   Good Night (Beatles song) című angol Wikipédia-szócikk fordításán alapul.  Az eredeti cikk szerkesztőit annak laptörténete sorolja fel. Ez a jelzés csupán a megfogalmazás eredetét és a szerzői jogokat jelzi, nem szolgál a cikkben szereplő információk forrásmegjelöléseként.